# Ragashar
(Dokhar) Ragashar, persoonsnaam Phuntso Rabgye (1902/1904 - 13 maart 1957), was een Sikkimmees prins en Tibetaans politicus en legercommandant.

## Familie
Hij was de oudste broer van de maharani (vrouw van de maharadja) van Sikkim. Hij was getrouwd met de oudste dochter van Taring Radja.

## Loopbaan
Hij trad in dienst als functionaris van de regering van historisch Tibet in 1921. Van 1928 tot 1932 was hij secretaris (Kandrön) van de Kashag. In 1933 werd hij benoemd tot Dzongpön van Tshona in Zuid-Tibet en in 1937 tot onderzoeksofficier (Sherpang).
In november 1938 werd hij bevorderd tot Dzasa en in 1940 tot hoofdcommandant van het Tibetaanse leger. In februari 1952, na de invasie van Tibet (1950-51), werd hij vicehoofdcommandant voor de militaire regio Lhasa.